# Sheppton (Pennsylvanie)
Sheppton est une census-designated place située dans le comté de Schuylkill, dans l’État de Pennsylvanie, aux États-Unis. Lors du recensement de 2020, elle compte 448 habitants.